# Császári és Királyi 13. Jász-Kun Huszárezred
A 13. "Jász-Kun" Huszárezred a Habsburg Birodalom haderejének részét képező lovasságnak volt a huszárezrede. Az 1867-es kiegyezést követően az úgynevezett Közös Hadsereg egysége volt, mely katonai alakulatként tevékenykedett az Osztrák–Magyar Monarchia 1918-as felbomlásáig.

## Története
A Jász-Kun Huszárosztály felállítása 1859. május 10-én kezdődött meg Jászberényben. Az osztály létszáma rövid idő alatt elérte a hadrendben szereplő 19 tisztet, 484 fő legénységet és 374 lovat. 1859. május 15-én első osztály parancsnokává galánthai gróf Eszterházy Sándor ezredest nevezték ki. Az osztály ruházata: fekete zsinórzatú sötétkék atillából, fekete prémmel szegélyezett ugyanilyen mentéből és sötétkék nadrágból állt. A többi osztályok sötétzöld atillát és vörös nadrágot viseltek. Fövegként rendszeresítették a fekete kerek úgy nevezett „honi kalap”-ot rózsával, a rendfokozatot jelző paszománnyal és fehér kakastollal. A későbbi tábori sapka szintén kék színű volt, eltérően a többi önkéntes osztályok piros sapkájától.
I. Ferenc József magyar király megengedte, hogy a „jász-kunok” magukkal vihessék azt a díszlobogót az eljövendő csatákba, amelyet Erzsébet királyné adományozott nekik az 1857. évi körútja alkalmával, valamint azokat a kardjaikat viseljék, amelyekkel az uralkodó, ugyancsak 1857. évi körútja alkalmával ajándékozta meg őket.
A nagyszámú jelentkezés miatt a hadvezetés 1859. május 16-án elrendelte, hogy egy másik osztályt is fel kell állítani. Az új osztály parancsnoka Raimondi Sándor őrnagy lett. Majd a május 28-án született rendelettel a két osztályt Jász-kunok Önkéntes Huszárezrede néven egy ezredben össze vonták. Az első ezred parancsnoka gróf Eszterházy Sándor ezredes lett. Az I. osztály parancsnokává gróf Nemes János őrnagyot nevezték ki. 1859. augusztus 17-én az ezredet a sorezredek közé sorolták. Új megnevezése Császári és Királyi 13. Jász-Kun Önkéntes Huszárezred lett.
Az ezred mindkét osztályával Welsben állomásozott, ahová az I. osztályt még 1859. június 27-én helyezték át. Az aradi és kecskeméti hasonló önkéntes huszárosztályok beolvadtak az ezredbe. 1860-ban a lovasság újjászervezése folytán az ezred, mint Jász-kun 13. önkéntes huszárezred, négy osztályból állt. Minden osztályhoz két század tartozott. A III. és IV. osztály felállításához az 5., 8., 9. és 12. huszárezredek addigi IV. osztályait használták fel. Ez évben állították fel az ezredzenekart is, amely 13 trombitásból és 28 egyéb zenészből állt.
A sötétkék egyenruha megmaradt, csak zsinórzata lett fekete-sárga és megmaradt a rojtos végű, fekete színű magyar nyakkendő is, amelyet az ezred 1862-ig viselt. A kerek "honikalap"-ot sötétkék leffentyűvel, zsinórzattal és tollal ellátott fekete báránybőr kucsma váltotta fel. 1862-ben feloszlott a IV. osztály és az ezred ezentúl két osztályba sorolt hat századra tagozódott, neve ezentúl Császári és Királyi 13. Jász-Kun Huszárezred volt. A kiegészítés most már rendes sorozás útján történt.
1861-ben az ezredet hadilétszámra emelték és Itáliába helyezték át. Az ezredtörzs Padovában állomásozott, az 1. osztály századai Pordenonéban. A II. osztály századai San Vilo körül voltak elhelyezve.

### Szárd–francia–osztrák háború
Az 1866. évben az ezred rész vett az itáliai hadjáratban. A königgrätzi csatavesztés miatt az osztrák déli hadsereg csapatait az északi harctérre irányították és az V. hadtest utóvédje lett. 1866. július 11-én a déli hadsereg parancsot kapott, hogy minden nélkülözhető csapatot irányítson északnak, így az ezred gyalogmenetben Villachra vonult és július 24-én, majd négy-négy vonaton a Bécs melletti Vöslauba szállították. A közben megkötött pozsonyi béke folytán a 13. huszárezredet a még délen maradt csapatok megerősítésére újra a Pulz lovasdandárhoz osztották be és gyalogmenetben elindult Villach felé. Közben békét kötöttek az olaszokkal és az ezred augusztus 12-én Friesachba érkezvén utasítást kapott, hogy a további parancsokat ott várja be.
A háború befejezése után az ezredet Galíciába küldték. Az ezredtörzs állomáshelye Brzezany volt, a századokat a környéken helyezték el.

### Boldog békeidők
1868-ban, a lovasság újabb átszervezése folytán az egyenruha megváltozott és az ezredlobogókat bevonták. Az ezred a jászberényi plébánia-templomban helyezte el lobogóját. Az atillát és kucsmatollat eltörölték. A menetöltözet ezentúl sötétkék atillából és zubbonyból valamint buzérvörös nadrágból állt. Új szabású sötétbarna köpenyt és buzérvörös tábori sapkát rendszeresítettek. Az ezredzenekart feloszlatták. Az általános védkötelezettség rendszeresítése alapján 1868-ban létesítették az egyévi önkéntesi szolgálatot és a tartalékos tiszti intézményt.
1869-ben a lovasezredek hátultöltő karabélyt kaptak, de csak századonként 100 darabot, a többiek számára áttört kosarú kardot rendszeresítettek.
1871. május 4. és 12. között gyalogmenetben vonult az ezred új állomáshelyére Székesfehérvárra. Itt az ezredet a Császári és Királyi 10. Huszárezreddel együtt egy dandárba osztották be.
1874-ben az ezredtörzs Temesvárra, a századok pedig a környék községeibe kerültek. Ugyanebben az évben cserélték le a kucsmát, fekete lószőrforgós sötétkék csákóval. 1877-ben rendszeresítették az ezred trombita hívójelét. 1878-ban vasutak és távíróvonalak robbantásához utászszerszámokkal felszerelték a lovasságot. 1880-ban a pótszázadot Budapestről Temesvárra helyezték át. 1881-ben az 5. század a boszniai Plevljebe és Višegradra került állomásra. Ugyanebben az évben a századoknál műszaki szolgálatban kiképzett legénységet szakaszba vonták össze, mely az ezredtörzshöz került alárendeltségbe. A köpenycsuklya helyett széles lehajtó gallért (a tisztek részére bársonyból) rendszeresítettek. 1882-ben a Dalmáciában kitört lázadás leverésénél az 5. század is részt vett. 1883-ban az eddigi úgynevezett kiegészítő keret a "pótkeret" elnevezést kapta. 1885-ben a 3. század három szakaszát Szarajevóba helyezték át, egy szakasza Plevljen maradt.
1891. október 11-én Jenő főherceg lett az ezred parancsnok. A menetöltözethez ismét az atillát rendszeresítették, a legénység sötétkék zubbonyát eltörölték. Ugyanebben az évben állították fel a távíró járőrt, ezenkívül bevezették a Mannlicher-rendszerű karabélyokat. A tölténytáska új alakot kapott, ezenkívül 20 töltényt a legénység tarisznyájában kellett elhelyezni.
1893-ban a hadgyakorlatok után az ezred új állomáshelyére Kecskemétre és környékére menetelt. Jenő főherceg tábornokká lépvén elő,  megvált az ezredtől. 1894-ben hatrétegű lópokrócot rendszeresítettek a lovasságnál. 1898-ban az önként továbbszolgáló altisztek félfinom posztóból készült ruházatot és a bal karon viselendő keskeny arany paszományt kaptak. Ugyanakkor bevezették a bőrből készült kötőféket, melynek végén karabélykapocs volt. 1899-ben az eddig 1890 rendszerű karabélyokat, 1895-ös rendszerűekre cserélték le. 1900-ban Vilmos porosz herceget a német birodalom trónörökösét ezredtulajdonossá nevezték ki.
1904-ben az ezred ismét Galíciába került még pedig: az ezredtörzs a II. osztály Jaroszlauba, az 1. század Zolyniba, a 2. és 3. század Doliny-Zukowra. 1900-ban az ezredtörzset Lancutra a 6. századot Kolbuszowra helyezték át, a 2. és 3. század Doliny-Zukowon maradt. 1908-ban kapott a legénység első ízben aratási szabadságot. 1909-ben a forgópisztolyokat bevonták és Steyer-rendszerű ismétlő-pisztolyokkal szerelték fel őket. 1912. tavaszán az ezred gyalogmenetben új állomáshelyére vonult. Az ezredtörzs és a II. osztály Székesfehérvárra, az I. osztály Tolnára került. Ugyanezen év őszén, a balkáni háború miatt az ezredet hadilétszámra emelték. 1913-ban visszaállították a békelétszámot és csökkentették a készültséget. 
1913. május 1-én nagybányai Horthy István ezredes lett az ezredparancsnok. Korábban Horthy ezredes többször is szolgált a 13. huszárezrednél.

### Első világháború
A huszárezred eleinte ezred kötelékben harcolt, majd hadosztály közvetlen huszárosztályként felosztva. A háború vége felé gyalogosként vetették be az ezredet. Majd 1918-ban a felszámolták a győztes hatalmak nyomására.
Az 1914-ben lezajlott győztes limanovai csatában az ezred hősiesen harcolt A túlerőben lévő támadó orosz seregeket visszaverték. Súlyos veszteségeket szerzett az ezred a csata során.
1915-ben az összes ezred nevét megszüntették. Ezután az alakulat Császári és Királyi 13. Huszárezred néven szolgált. Ezt a gyakorlatban nem tudták kivitelezni, mivel a háború miatt bevezetett költségcsökkentés nem tette lehetővé új nyomtatványok és pecsétek készítését. Másfelől senki sem tartotta be szívesen ezt a parancsot és továbbra is "Jász-Kun-Huszárezrednek" titulálták az ezredet.

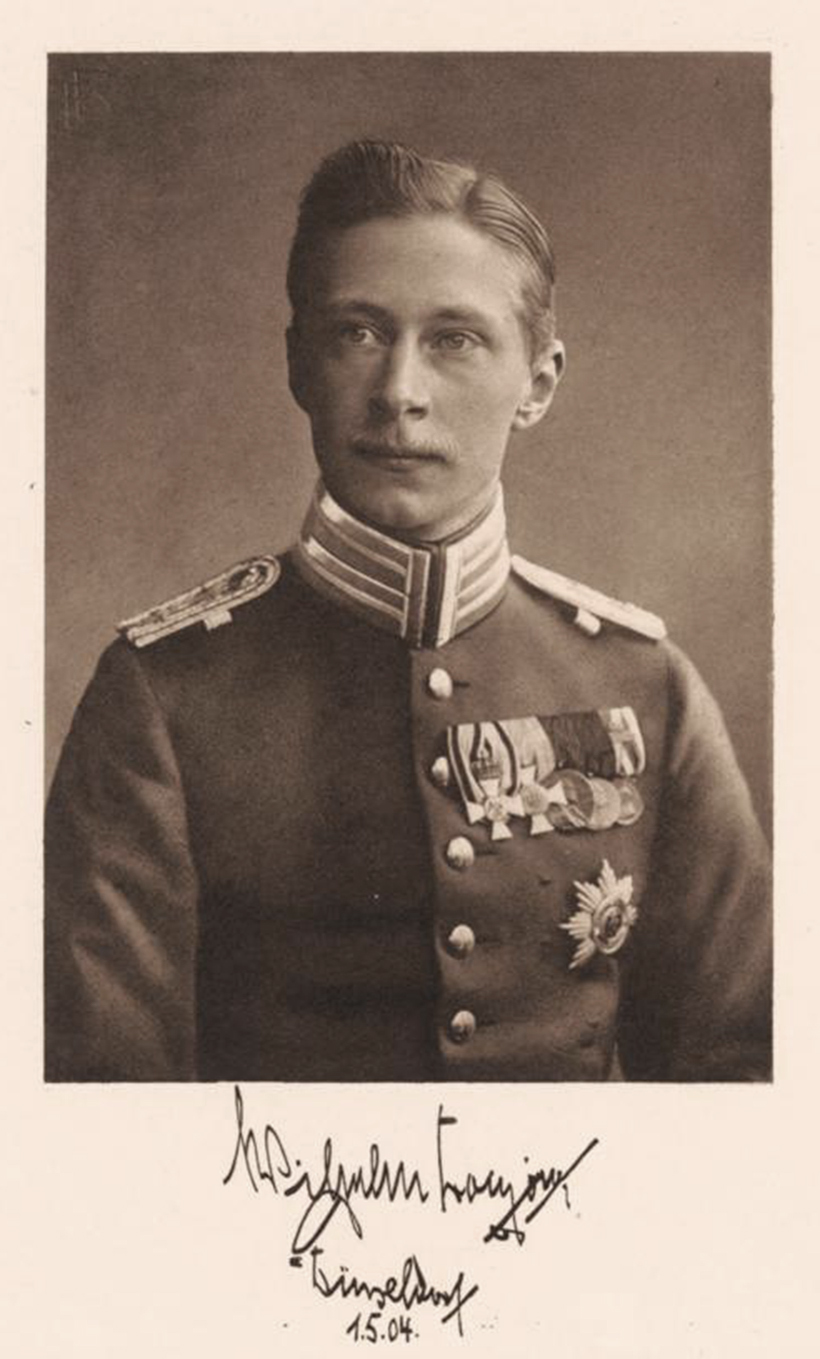
Az utolsó ezred tulajdonos Vilmos koronaherceg

### Hadkiegészítő körzetek
Az ezredet a következő területekről egészítették ki:
- 1860-1867 Buda, Szeged, Eger, Szolnok, Székesfehérvár
- 1867-1873 Kecskemét, Eger, Buda
- 1874-1889, majd a IV. hadtest körzete Budapest

## Békehelyőrségek
- 1860 Wels
- 1864-1866 Padova
- 1866 Berezsani
- 1871 Székesfehérvár
- 1874 Temesvár
- 1886 Budapest
- 1893 Kecskemét

## Ezred tulajdonos
- 1861 Lichtenstein Frigyes herceg lovassági tábornok
- 1895 galánthai Galgóczy Tibor altábornagy
- 1900 Vilmos herceg a Német birodalom és Poroszország trónörököse

### Ezred-parancsnokok
- 1859 galánthai gróf Eszterházy Sándor ezredes
- 1860 Zahn János ezredes.
- 1862 gróf Szapári László ezredes
- 1868 suchodoli Suchodolowski Ferenc ezredes
- 1871 Pisterer Rudolf ezredes
- 1874 walliaim-i Siebenock Gusztáv alezredes (mb. parancsnok)
- 1875 bunyai Szivó János ezredes
- 1880 bártfai Szabó József ezredes
- 1882 Gyömörey Antal ezredes
- 1886 gróf Geldern Károly alezredes
- 1887 Illyés Miklós ezredes
- 1890 kisdemetcri Gaudernák József alezredes
- 1891 Jenő főherceg ezredes
- 1893 galánthai Bessenyey Ferenc ezredes
- 1895 Tschurl Ferenc alezredes
- 1897 Feigl Ede alezredes
- 1903 Prévost Nándor alezredes
- 1908 altorjai báró Apor Sámuel ezredes
- 1913 nagybányai Horthy István ezredes
- 1914 Tömöry Géza őrnagy
- 1915 prónai és blatniczai Ρrónay Gyula ezredes
- 1915 szirmai és szirma-besenyői Szirmay József alezredes
- 1918 báró Jordis-Lohausen Ágost ezredes

## Megszüntetése
1918 őszén az Osztrák-Magyar Monarchia felbomlását követően Magyarország kikiáltotta függetlenségét. A frontokon harcoló alakulatokat haza szállították és a fegyverszüneti egyezmény értelmében felszámolták őket. Ez a sors jutott a Császári és Királyi 13. Jász-Kun Huszárezred számára is. A hivatalos források szerint viszont a Császári és Királyi Hadügyminisztérium alá tartozott és mivel Magyarország függetlenné vált, nem hívhatta volna haza a többnyire magyar sorállománnyal rendelkező ezredet, hogy megszüntethesse. Ezt csak is a K.u.K. Hadügyminisztérium tehette volna meg. Nem tudni pontosan, hogy ez valaha meg is történt-e.

## 1914. júliusi alárendeltségi állapot

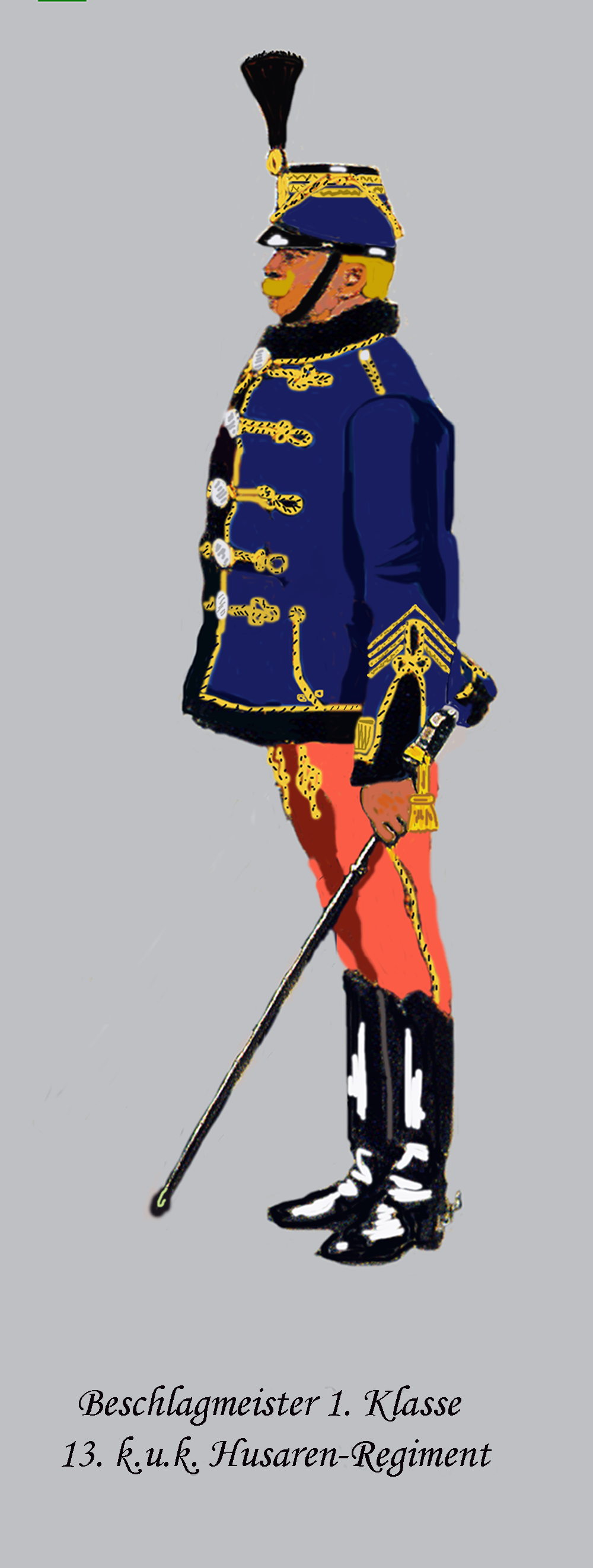
A 13. Huszárezred ezred 1. osztályú lofoglaló katonája

IV. Hadtest – 10. Lovassági Hadosztály – 4. Lovasdandár
Nemzetiség: 97% magyar – 3% egyéb
Ezred parancsnok: vitéz nagybányai Horthy István ezredes
Ezred vezénylő nyelv: magyar
Egyenruha: sötétkék atilla fehér gombokkal és sötétkék csákó takaróval

## Szervezete
A XVIII. századi folyamatos hadseregreformok során a lovasságnál az ezredeket négy osztályra, ezen belül nyolc svadronra tagolták. Kialakítottak egy tartalék svadront is 186 fővel, elsősorban az újoncok kiképzésére. Az addigi 2 század = lovassági szervezést felváltotta az immár 2 svadron = divízió szervezés. Vagyis a lovasságnál eltüntették az addig a gyalogságtól átvett kompánia (század) megnevezést és a lovassági század svadron nevet nyert, míg az addigi kétszázadnyi harcászati egység, a svadron új megnevezése divízió (osztály) lett. Szabályozták az ezredlétszámokat, a zászlók alakját, az egyenruha formáját, de a szín ezredről ezredre változott. A fegyverzet továbbra is kard, két pár pisztoly, később rövid karabély. A vezényleti nyelv német maradt, de a nem magyar származású ezredtulajdonosok, illetve ezredparancsnokok döntő többsége – tekintettel, hogy huszárjaikkal magyarul tudjanak beszélni – megtanulták a nyelvet, ha törve is, de megértették magukat.
1860-tól az ezred 2 osztályból állt, ami továbbá három-három századból. Így került bevetésre az első világháborúban.
Az egyes osztályokat a vezetőjükről nevezték el:
- az 1. osztály volt az ezredesi-osztály
- a 2. osztály volt az alezredesi-osztály
- a 3. osztály volt az 1. őrnagyi-osztály
- a 3. osztály volt a 2. őrnagyi-osztály

## Fordítás
- Ez a szócikk részben vagy egészben az k.u.k. Husarenregiment „Wilhelm Kronprinz des Deutschen Reiches und Kronprinz von Preußen“ Nr. 13 című német Wikipédia-szócikk ezen változatának fordításán alapul.  Az eredeti cikk szerkesztőit annak laptörténete sorolja fel. Ez a jelzés csupán a megfogalmazás eredetét és a szerzői jogokat jelzi, nem szolgál a cikkben szereplő információk forrásmegjelöléseként.